# Palaeorhiza maluae
Palaeorhiza maluae là một loài Hymenoptera trong họ Colletidae. Loài này được Cheesman mô tả khoa học năm 1948.